# Atfieh
 (mai 2023).
Atfieh (arabe : Atfih, أطفيح) est situé dans la basse vallée d'Al-Minya à environ deux kilomètres, sur la rive droite à l'est du Nil au sud de Memphis. Ce chef-lieu provincial de 106 300 habitants (en 2001) appartient au gouvernorat d'Al Jizah (capitale, Gizeh) qui entoure celui du Fayoum.
Le nom égyptien est Per-nebet tep-ihou (pr-nb.t-tp-jḥw), signifiant « domaine de la maîtresse, première des vaches », se référant à Hathor. Cela est devenu Petpeh en copte. La cité antique est également connue sous le nom gréco-romain d'Aphroditopolis (22e nome de Haute-Égypte). Hérodote (II, 41) la mentionne sous le nom d'Atarbéchis.
Hathor y était adorée sous la forme d'Hésat, la vache sacrée céleste.
Parmi les monuments découverts à Atfieh, il y a une nécropole d'animaux, des sépultures familiales gréco-romaines ainsi que des sépultures de vaches dans de gigantesques tombeaux en calcaire. Un bloc de basalte a été trouvé près de l'église « Deir el-Rosel ». Cette pierre était le linteau d'une porte de temple. Le relief renferme une double scène montrant Ramsès II faisant une offrande à la déesse Hathor.